# マウリシオ・アルディラ
マウリシオ・アルディラ（Mauricio Ardila、1979年5月21日 - ）は、コロンビア、メデリン出身の自転車競技（ロードレース）選手。

## 経歴
2002年、プロ転向。
2004年、ショコラード・ジャックに移籍。
- ジロ・デ・イタリア初出場、総合31位。
- ツアー・オブ・ブリテン総合優勝。

2005年、ダヴィタモン・ロットに移籍。
- ブエルタ・ア・エスパーニャ初出場、総合8位。

2006年、ラボバンクに移籍。
2008年
- ジロ・デ・イタリア総合20位。

2010年
- ジロ・デ・イタリア総合15位。

2011年、ジェオックス - TMC に移籍。
2012年、コロンビア・コムセルに移籍。